# Pocillaria reflexa
Pocillaria reflexa är en svampart som beskrevs av Earle 1906. Pocillaria reflexa ingår i släktet Pocillaria och familjen Polyporaceae.   Inga underarter finns listade i Catalogue of Life.